# Балтимор (округ, Меріленд)
Шаблон:StateAbbr_ 39°24′ пн. ш. 76°36′ зх. д. / 39.4° пн. ш. 76.6° зх. д.
Округ Балтимор (англ. Baltimore County) — округ (графство) у штаті Меріленд, США. Ідентифікатор округу 24005.

## Демографія
За даними перепису
2000 року
загальне населення округу становило 754292 осіб, зокрема міського населення було 707314, а сільського — 46978.
Серед мешканців округу чоловіків було 357347, а жінок — 396945. В окрузі було 299877 домогосподарств, 198605 родин, які мешкали в 313734 будинках.
Середній розмір родини становив 3.
Віковий розподіл населення поданий у таблиці:
| Стать    | До 15 років | 15-21 | 22-29 | 30-39 | 40-49 | 50-65 | 65-85 | Понад 85 |
| -------- | ----------- | ----- | ----- | ----- | ----- | ----- | ----- | -------- |
| Чоловіки | 75655       | 33571 | 35210 | 54993 | 57107 | 56286 | 40948 | 3577     |
| Жінки    | 72561       | 34422 | 38411 | 60118 | 62694 | 62929 | 56630 | 9180     |

## Суміжні округи
- Йорк, Пенсільванія — північ
- Гарфорд — схід
- Кент — південний схід
- Балтимор — південь
- Енн-Арундел — південь
- Говард — південний захід
- Керролл — захід

## Міста-побратими
- Новий Тайбей, Тайвань[7]

## Виноски
1. ↑  U.S. Decennial Census. United States Census Bureau. Архів оригіналу за 26 квітня 2015. Процитовано 12 вересня 2014.
2. ↑  Historical Census Browser. University of Virginia Library. Архів оригіналу за 11 серпня 2012. Процитовано 12 вересня 2014.
3. ↑  Population of Counties by Decennial Census: 1900 to 1990. United States Census Bureau. Архів оригіналу за 31 жовтня 2014. Процитовано 12 вересня 2014.
4. ↑  Census 2000 PHC-T-4. Ranking Tables for Counties: 1990 and 2000 (PDF). United States Census Bureau. Архів оригіналу (PDF) за 18 грудня 2014. Процитовано 12 вересня 2014.
5. ↑  Annual Estimates of the Resident Population for Counties: April 1, 2010 to July 1, 2015. United States Census Bureau. Процитовано 20 серпня 2013.
6. ↑  American FactFinder. Бюро перепису населення США. Архів оригіналу за 26 лютого 2012. Процитовано 31 січня 2008. [Архівовано 2008-05-21 у Wayback Machine.]
7. ↑  新北市政府 (8 жовтня 2013). 姊妹市及友好城市. 新北市政府. Процитовано 4 серпня 2022.

| США | Це незавершена стаття з географії США. Ви можете допомогти проєкту, виправивши або дописавши її. |